# Hoehneella
Hoehneella är ett släkte av orkidéer. Hoehneella ingår i familjen orkidéer.
Kladogram enligt Catalogue of Life:
| Hoehneella | \| \| Hoehneella gehrtiana \| \| \| \| \| \| Hoehneella heloisae \| \| \| \| |
|            | \| \| Hoehneella gehrtiana \| \| \| \| \| \| Hoehneella heloisae \| \| \| \| |
|            | Hoehneella gehrtiana                                                         |
|            |                                                                              |
|            | Hoehneella heloisae                                                          |
|            |                                                                              |